# UEFA Champions League 2004–05
UEFA Champions League 2004–05 là mùa giải thứ 50 của giải đấu bóng đá các câu lạc bộ hàng đầu châu Âu được tổ chức bởi UEFA, và là mùa thứ 13 kể từ khi nó được đổi tên từ Cúp C1 châu Âu thành UEFA Champions League. Liverpool là đội vô địch, đội đã đánh bại Milan trên chấm phạt đền trong trận chung kết, đã lội ngược dòng ghi 3 bàn trong hiệp 2 sau khi để Milan ghi 3 bàn trong hiệp 1. Đội trưởng của Liverpool, Steven Gerrard, được bầu chọn là Cầu thủ xuất sắc nhất năm của UEFA vì vai trò quan trọng của anh ấy trong trận chung kết và trong suốt mùa giải Champions League. Trận chung kết diễn ra tại sân vận động Olympic Atatürk ở Istanbul, Thổ Nhĩ Kỳ, thường được coi là một trong những trận đấu hay nhất trong lịch sử của giải đấu, nhiều nhà bình luận gọi đây là "màn lội ngược dòng điên rồ" nhất trong lịch sử bóng đá . Với 8 bàn, Ruud van Nistelrooy của Manchester United là cầu thủ ghi bàn hàng đầu trong bốn mùa liên tiếp.
Vì đó là danh hiệu cúp châu Âu thứ năm của họ, Liverpool được trao cúp vĩnh viễn và nhận Huy hiệu danh dự UEFA. Một danh hiệu mới đã được thực hiện cho mùa giải 2005-06.
Porto là nhà đương kim vô địch, nhưng đã bị loại bởi đối thủ thành phố Milan Internazionale ở vòng đấu loại trực tiếp đầu tiên.

## Phân bố đội của các hiệp hội
Tổng cộng có 72 đội từ 48 trong số 52 hiệp hội thành viên UEFA tham dự UEFA Champions League 2004–05 (ngoại trừ Liechtenstein, do không tổ chức giải quốc nội, Kazakhstan, Andorra và San Marino). Xếp hạng hiệp hội dựa trên hệ số quốc gia UEFA được dùng để xác định số đội tham dự cho mỗi hiệp hội:
- Các hiệp hội từ 1-3 có 4 đội tham dự.
- Các hiệp hội từ 4-6 có 3 đội tham dự.
- Các hiệp hội từ 7-15 có 2 đội tham dự.
- Các hiệp hội từ 16-52 (trừ Liechtenstein, Kazakhstan, Andorra và San Marino) có 1 đội tham dự.

### Xếp hạng hiệp hội
Đối với UEFA Champions League 2004–05, các hiệp hội được phân bố dựa trên hệ số quốc gia UEFA năm 2003, tính đến thành tích của họ tại các giải đấu ở châu Âu từ mùa giải 1998-99 đến 2002-03.
Ngoài việc phân bố số lượng đội dựa trên hệ số quốc gia, các hiệp hội có thể có thêm đội tham dự Champions League, như được ghi chú dưới đây:
- (UCL) – Suất bổ sung cho đội vô địch UEFA Champions League 2003–04

| Hạng | Hiệp hội     | Thống kê | Đội | Ghi chú |
| ---- | ------------ | -------- | --- | ------- |
| 1    | Tây Ban Nha  | 75.539   | 4   |         |
| 2    | Ý            | 62.311   | 4   |         |
| 3    | Anh Quốc     | 58.340   | 4   |         |
| 4    | Đức          | 51.132   | 3   |         |
| 5    | Pháp         | 43.468   | 3   |         |
| 6    | Hy Lạp       | 36.782   | 3   |         |
| 7    | Bồ Đào Nha   | 35.583   | 2   |         |
| 8    | Hà Lan       | 33.498   | 2   |         |
| 9    | Scotland     | 30.375   | 2   |         |
| 10   | Thổ Nhĩ Kỳ   | 28.991   | 2   |         |
| 11   | Bỉ           | 28.500   | 2   |         |
| 12   | Cộng hòa Séc | 27.950   | 2   |         |
| 13   | Thụy Sĩ      | 26.250   | 2   |         |
| 14   | Ukraina      | 24.583\| | 2   |         |
| 15   | Israel       | 23.999   | 2   |         |
| 16   | Áo           | 23.375   | 1   |         |
| 17   | Ba Lan       | 21.625   | 1   |         |
| 18   | Nga          | 21.041   | 1   |         |

| Hạng | Hiệp hội              | Thống kê | Đội | Ghi chú |
| ---- | --------------------- | -------- | --- | ------- |
| 19   | Serbia và Montenegro  | 19.831   | 1   |         |
| 20   | Na Uy                 | 19.575   | 1   |         |
| 21   | Bulgaria              | 18.665   | 1   |         |
| 22   | Croatia               | 18.625   | 1   |         |
| 23   | Thụy Điển             | 17.591   | 1   |         |
| 24   | Đan Mạch              | 17.375   | 1   |         |
| 25   | Slovakia              | 13.665   | 1   |         |
| 26   | Romania               | 12.957   | 1   |         |
| 27   | Hungary               | 12.790   | 1   |         |
| 28   | Síp                   | 10.165   | 1   |         |
| 29   | Slovenia              | 9.332    | 1   |         |
| 30   | Phần Lan              | 7.208    | 1   |         |
| 31   | Latvia                | 6.665    | 1   |         |
| 32   | Moldova               | 5.832    | 1   |         |
| 33   | Gruzia                | 5.666    | 1   |         |
| 34   | Bosnia và Herzegovina | 4.333    | 1   |         |
| 35   | Litva                 | 3.998    | 1   |         |
| 36   | Iceland               | 3.498    | 1   |         |

| Hạng | Hiệp hội         | Thống kê | Đội | Ghi chú |
| ---- | ---------------- | -------- | --- | ------- |
| 37   | Bắc Macedonia    | 3.497    | 1   |         |
| 38   | Belarus          | 3.416    | 1   |         |
| 39   | Cộng hòa Ireland | 3.331    | 1   |         |
| 40   | Malta            | 2.998    | 1   |         |
| 41   | Armenia          | 2.165    | 1   |         |
| 42   | Wales            | 2.165    | 1   |         |
| 43   | Liechtenstein    | 2.000    | 0   |         |
| 44   | Albania          | 1.831    | 1   |         |
| 45   | Estonia          | 1.665    | 1   |         |
| 46   | Bắc Ireland      | 1.498    | 1   |         |
| 47   | Luxembourg       | 1.332    | 1   |         |
| 48   | Quần đảo Faroe   | 1.165    | 1   |         |
| 49   | Azerbaijan       | 1.165    | 1   |         |
| 50   | Kazakhstan       | 0.500    | 0   |         |
| 51   | Andorra          | 0.000    | 0   |         |
| 52   | San Marino       | 0.000    | 0   |         |

### Phân phối
|                                  |                                  | Các đội tham dự vòng đấu này | Các đội đi tiếp từ vòng đấu trước                         |
| -------------------------------- | -------------------------------- | --- | --------------------------------------------------------- |
| Vòng loại thứ nhất (20 đội)      | Vòng loại thứ nhất (20 đội)      | - 20 đội vô địch từ các hiệp hội hạng 29–49 (trừ Liechtenstein) |                                                           |
| Vòng loại thứ hai (28 đội)       | Vòng loại thứ hai (28 đội)       | - 13 đội vô địch từ các hiệp hội hạng 15–28 - 5 đội đứng thứ nhì từ các hiệp hội hạng 10–14                                                                                        | - 10 đội chiến thắng vòng loại thứ nhất                   |
| Vòng loại thứ ba (32 đội)        | Vòng loại thứ ba (32 đội)        | - 6 đội vô địch từ các hiệp hội hạng 11–16 - 3 đội đứng thứ nhì từ các hiệp hội hạng 7–9 - 6 đội đứng thứ ba từ các hiệp hội hạng 1–6 - 3 đội đứng thứ tư từ các hiệp hội hạng 1–3 | - 14 đội chiến thắng vòng loại thứ hai                    |
| Vòng bảng (32 đội)               | Vòng bảng (32 đội)               | - 10 đội vô địch từ các hiệp hội hạng 1–10 - 6 đội đứng thứ nhì từ các hiệp hội hạng 1–6                                                                                           | - 16 đội chiến thắng vòng loại thứ ba                     |
| Vòng đấu loại trực tiếp (16 đội) | Vòng đấu loại trực tiếp (16 đội) | | - 8 đội đứng đầu vòng bảng - 8 đội đứng thứ nhì vòng bảng |

### Các đội tham dự
Vị trí giải quốc nội ở mùa giải trước được thể hiện trong dấu ngoặc đơn (TH: Đương kim vô địch Champions League).
| Vòng bảng                    | Vòng bảng                    | Vòng bảng                  | Vòng bảng                 |
| ---------------------------- | ---------------------------- | -------------------------- | ------------------------- |
| Valencia (hạng 1)            | Barcelona (hạng 2)           | Milan (hạng 1)             | Roma (hạng 2)             |
| Arsenal (hạng 1)             | Chelsea (hạng 2)             | Werder Bremen (hạng 1)     | Bayern Munich (hạng 2)    |
| Lyon (hạng 1)                | Paris Saint-Germain (hạng 2) | Panathinaikos (hạng 1)     | Olympiacos (hạng 2)       |
| Porto (hạng 1)TH             | Ajax (hạng 1)                | Celtic (hạng 1)            | Fenerbahçe (hạng 1)       |
| Vòng loại thứ ba             |                              |                            |                           |
| Deportivo La Coruña (hạng 3) | Real Madrid (hạng 4)         | Juventus (hạng 3)          | Internazionale (hạng 4)   |
| Manchester United (hạng 3)   | Liverpool (hạng 4)           | Bayer Leverkusen (hạng 3)  | Monaco (hạng 3)           |
| PAOK (hạng 3)                | Benfica (hạng 2)             | PSV Eindhoven (hạng 2)     | Rangers (hạng 2)          |
| Anderlecht (hạng 1)          | Baník Ostrava (hạng 1)       | Basel (hạng 1)             | Dynamo Kyiv (hạng 1)      |
| Maccabi Haifa (hạng 1)       | GAK (hạng 1)                 |                            |                           |
| Vòng loại thứ hai            |                              |                            |                           |
| Trabzonspor (hạng 2)         | Club Brugge (hạng 2)         | Sparta Prague (hạng 2)     | Young Boys (hạng 2)       |
| Shakhtar Donetsk (hạng 2)    | Maccabi Tel Aviv (hạng 2)    | Wisła Kraków (hạng 1)      | CSKA Moscow (hạng 1)      |
| Sao Đỏ Belgrade (hạng 1)     | Rosenborg (hạng 1)           | Lokomotiv Plovdiv (hạng 1) | Hajduk Split (hạng 1)     |
| Djurgården (hạng 1)          | Copenhagen (hạng 1)          | Žilina (hạng 1)            | Dinamo București (hạng 1) |
| Ferencváros (hạng 1)         | APOEL (hạng 1)               |                            |                           |
| Vòng loại thứ nhất           |                              |                            |                           |
| Gorica (hạng 1)              | HJK (hạng 1)                 | Skonto (hạng 1)            | Sheriff Tiraspol (hạng 1) |
| WIT Georgia (hạng 1)         | Široki Brijeg (hạng 1)       | FBK Kaunas (hạng 1)        | KR (hạng 1)               |
| Pobeda (hạng 1)              | Gomel (hạng 1)               | Shelbourne (hạng 1)        | Sliema Wanderers (hạng 1) |
| Pyunik (hạng 1)              | Rhyl (hạng 1)                | KF Tirana (hạng 1)         | Levadia Tallinn (hạng 1)  |
| Linfield (hạng 1)            | Jeunesse Esch (hạng 1)       | HB (hạng 1)                | Neftchi Baku (hạng 2)     |

## Vòng loại

### Vòng loại thứ nhất
| Đội 1            | TTS     | Đội 2         | Lượt đi | Lượt về |
| ---------------- | ------- | ------------- | ------- | ------- |
| KR               | 2–2 (a) | Shelbourne    | 2–2     | 0–0     |
| Skonto           | 7–1     | Rhyl          | 4–0     | 3–1     |
| Flora Tallinn    | 3–7     | Gorica        | 2–4     | 1–3     |
| Linfield         | 0–2     | HJK           | 0–1     | 0–1     |
| Pobeda           | 2–4     | Pyunik        | 1–3     | 1–1     |
| Sheriff Tiraspol | 2–1     | Jeunesse Esch | 2–0     | 0–1     |
| WIT Georgia      | 5–3     | HB            | 5–0     | 0–3     |
| Sliema Wanderers | 1–6     | FBK Kaunas    | 0–2     | 1–4     |
| Široki Brijeg    | 2–2 (a) | Neftchi Baku  | 2–1     | 0–1     |
| Gomel            | 1–2     | KF Tirana     | 0–2     | 1–0     |

### Vòng loại thứ hai
| Đội 1        | TTS     | Đội 2             | Lượt đi | Lượt về |
| ------------ | ------- | ----------------- | ------- | ------- |
| Pyunik       | 1–4     | Shakhtar Donetsk  | 1–3     | 0–1     |
| APOEL        | 3–4     | Sparta Prague     | 2–2     | 1–2     |
| Rosenborg    | 4–1     | Sheriff Tiraspol  | 2–1     | 2–0     |
| Young Boys   | 2–5     | Red Star Belgrade | 2–2     | 0–3     |
| Gorica       | 6–2     | Copenhagen        | 1–2     | 5–0     |
| Neftchi Baku | 0–2     | CSKA Moscow       | 0–0     | 0–2     |
| Žilina       | 0–2     | Dinamo București  | 0–1     | 0–1     |
| HJK          | 0–1     | Maccabi Tel Aviv  | 0–0     | 0–1     |
| Skonto       | 1–4     | Trabzonspor       | 1–1     | 0–3     |
| Club Brugge  | 6–0     | Lokomotiv Plovdiv | 2–0     | 4–0     |
| KF Tirana    | 3–3 (a) | Ferencváros       | 2–3     | 1–0     |
| Hajduk Split | 3–4     | Shelbourne        | 3–2     | 0–2     |
| Djurgården   | 2–0     | FBK Kaunas        | 0–0     | 2–0     |
| WIT Georgia  | 2–11    | Wisła Kraków      | 2–8     | 0–3     |

### Vòng loại thứ ba
| Đội 1             | TTS | Đội 2               | Lượt đi | Lượt về   |
| ----------------- | --- | ------------------- | ------- | --------- |
| GAK               | 1–2 | Liverpool           | 0–2     | 1–0       |
| Juventus          | 6–3 | Djurgården          | 2–2     | 4–1       |
| Ferencváros       | 1–2 | Sparta Prague       | 1–0     | 0–2 (aet) |
| Rosenborg         | 5–3 | Maccabi Haifa       | 2–1     | 3–2 (aet) |
| Bayer Leverkusen  | 6–2 | Baník Ostrava       | 5–0     | 1–2       |
| CSKA Moscow       | 3–2 | Rangers             | 2–1     | 1–1       |
| Shakhtar Donetsk  | 6–3 | Club Brugge         | 4–1     | 2–2       |
| Dynamo Kyiv       | 3–2 | Trabzonspor         | 1–2     | 2–0       |
| Red Star Belgrade | 3–7 | PSV Eindhoven       | 3–2     | 0–5       |
| Dinamo București  | 1–5 | Manchester United   | 1–2     | 0–3       |
| Basel             | 2–5 | Internazionale      | 1–1     | 1–4       |
| Benfica           | 1–3 | Anderlecht          | 1–0     | 0–3       |
| Shelbourne        | 0–3 | Deportivo La Coruña | 0–0     | 0–3       |
| PAOK              | 0–4 | Maccabi Tel Aviv    | 0–3[A]  | 0–1       |
| Gorica            | 0–9 | Monaco              | 0–3     | 0–6       |
| Wisła Kraków      | 1–5 | Real Madrid         | 0–2     | 1–3       |

1. ^ Trận đầu tiên Maccabi Tel Aviv, thua với tỉ số 2-1 nhưng trao thắng 3–0 khi đối đầu PAOK để bảo vệ một cầu thủ bị đình chỉ.[8]

## Vòng bảng
16 đội chiến thắng từ vòng loại thứ ba, 10 nhà vô địch từ các quốc gia xếp hạng 1-10 và sáu đội xếp thứ hai từ các quốc gia xếp hạng 1-6 đã được rút ra thành tám bảng mỗi bảng bốn đội. Hai đội đứng đầu trong mỗi nhóm sẽ tiến vào vòng play-off Champions League, trong khi các đội xếp thứ ba sẽ tiến vào vòng thứ ba UEFA Cup.
Biện pháp quyết định ai thắng khi các đối thủ hoà nhau, nếu cần thiết, được áp dụng theo thứ tự sau đây:
1. Điểm kiếm được trong các trận đấu đối đầu giữa các đội.
2. Tổng số bàn thắng ghi được trong các trận đấu đối đầu giữa các đội.
3. Bàn thắng được ghi trong các trận đấu đối đầu giữa các đội.
4. Chênh lệch bàn thắng tích lũy trong tất cả các trận đấu bảng.
5. Tổng số bàn thắng ghi được trong tất cả các trận đấu bảng.
6. Hệ số UEFA cao hơn sẽ tham gia vào cuộc thi.

Maccabi Tel Aviv xuất hiện lần đầu tiên ở vòng bảng.
| Key to colours in group tables                    |
| ------------------------------------------------- |
| Các đội tiến vào vòng đấu loại trực tiếp đầu tiên |
| Các đội tiến tới Cúp UEFA                         |

### Bảng A
| Đội                 | ST | T | H | B | BT | BB | HS | Đ  |
| ------------------- | -- | - | - | - | -- | -- | -- | -- |
| Monaco              | 6  | 4 | 0 | 2 | 10 | 4  | +6 | 12 |
| Liverpool           | 6  | 3 | 1 | 2 | 6  | 3  | +3 | 10 |
| Olympiacos          | 6  | 3 | 1 | 2 | 5  | 5  | 0  | 10 |
| Deportivo La Coruña | 6  | 0 | 2 | 4 | 0  | 9  | −9 | 2  |

|                     | MON | DEP | LIV | OLY |
| ------------------- | --- | --- | --- | --- |
| Monaco              | –   | 2–0 | 1–0 | 2–1 |
| Deportivo La Coruña | 0–5 | –   | 0–1 | 0–0 |
| Liverpool           | 2–0 | 0–0 | –   | 3–1 |
| Olympiacos          | 1–0 | 1–0 | 1–0 | –   |

### Bảng B
| Đội              | ST | T | H | B | BT | BB | HS  | Đ  |
| ---------------- | -- | - | - | - | -- | -- | --- | -- |
| Bayer Leverkusen | 6  | 3 | 2 | 1 | 13 | 7  | +6  | 11 |
| Real Madrid      | 6  | 3 | 2 | 1 | 11 | 8  | +3  | 11 |
| Dynamo Kyiv      | 6  | 3 | 1 | 2 | 11 | 8  | +3  | 10 |
| Roma             | 6  | 0 | 1 | 5 | 4  | 16 | −12 | 1  |

|                  | LEV | DK     | RM  | ROM |
| ---------------- | --- | ------ | --- | --- |
| Bayer Leverkusen | –   | 3–0    | 3–0 | 3–1 |
| Dynamo Kyiv      | 4–2 | –      | 2–2 | 2–0 |
| Real Madrid      | 1–1 | 1–0    | –   | 4–2 |
| Roma             | 1–1 | 0–3[B] | 0–3 | –   |

1. ^ Với việc Dynamo Kyiv dẫn 1–0, trận đấu đã bị hủy bỏ 1 hiệp sau khi trọng tài Anders Frisk đã bị một đối tượng ném vật thể từ đám đông. UEFA đã trao cho Dynamo Kyiv một chiến thắng 3-0 và yêu cầu Roma chơi hai trận tiếp theo mà không có cổ động viên.[9]

### Bảng C
| Đội              | ST | T | H | B | BT | BB | HS | Đ  |
| ---------------- | -- | - | - | - | -- | -- | -- | -- |
| Juventus         | 6  | 5 | 1 | 0 | 6  | 1  | +5 | 16 |
| Bayern Munich    | 6  | 3 | 1 | 2 | 12 | 5  | +7 | 10 |
| Ajax             | 6  | 1 | 1 | 4 | 6  | 10 | −4 | 4  |
| Maccabi Tel Aviv | 6  | 1 | 1 | 4 | 4  | 12 | −8 | 4  |

|                  | AJA | BAY | JUV | MTA |
| ---------------- | --- | --- | --- | --- |
| Ajax             | –   | 2–2 | 0–1 | 3–0 |
| Bayern Munich    | 4–0 | –   | 0–1 | 5–1 |
| Juventus         | 1–0 | 1–0 | –   | 1–0 |
| Maccabi Tel Aviv | 2–1 | 0–1 | 1–1 | –   |

### Bảng D
| Đội               | ST | T | H | B | BT | BB | HS  | Đ  |
| ----------------- | -- | - | - | - | -- | -- | --- | -- |
| Lyon              | 6  | 4 | 1 | 1 | 17 | 8  | +9  | 13 |
| Manchester United | 6  | 3 | 2 | 1 | 14 | 9  | +5  | 11 |
| Fenerbahçe        | 6  | 3 | 0 | 3 | 10 | 13 | −3  | 9  |
| Sparta Prague     | 6  | 0 | 1 | 5 | 2  | 13 | −11 | 1  |

|                   | FEN | OL  | MU  | SPR |
| ----------------- | --- | --- | --- | --- |
| Fenerbahçe        | –   | 1–3 | 3–0 | 1–0 |
| Lyon              | 4–2 | –   | 2–2 | 5–0 |
| Manchester United | 6–2 | 2–1 | –   | 4–1 |
| Sparta Prague     | 0–1 | 1–2 | 0–0 | –   |

### Bảng E
| Đội           | ST | T | H | B | BT | BB | HS | Đ  |
| ------------- | -- | - | - | - | -- | -- | -- | -- |
| Arsenal       | 6  | 2 | 4 | 0 | 11 | 6  | +5 | 10 |
| PSV Eindhoven | 6  | 3 | 1 | 2 | 6  | 7  | −1 | 10 |
| Panathinaikos | 6  | 2 | 3 | 1 | 11 | 8  | +3 | 9  |
| Rosenborg     | 6  | 0 | 2 | 4 | 6  | 13 | −7 | 2  |

|               | ARS | PAN | PSV | ROS |
| ------------- | --- | --- | --- | --- |
| Arsenal       | –   | 1–1 | 1–0 | 5–1 |
| Panathinaikos | 2–2 | –   | 4–1 | 2–1 |
| PSV Eindhoven | 1–1 | 1–0 | –   | 1–0 |
| Rosenborg     | 1–1 | 2–2 | 1–2 | –   |

### Bảng F
| Đội              | ST | T | H | B | BT | BB | HS | Đ  |
| ---------------- | -- | - | - | - | -- | -- | -- | -- |
| Milan            | 6  | 4 | 1 | 1 | 10 | 3  | +7 | 13 |
| Barcelona        | 6  | 3 | 1 | 2 | 9  | 6  | +3 | 10 |
| Shakhtar Donetsk | 6  | 2 | 0 | 4 | 5  | 9  | −4 | 6  |
| Celtic           | 6  | 1 | 2 | 3 | 4  | 10 | −6 | 5  |

|                  | BAR | CEL | MIL | SHA |
| ---------------- | --- | --- | --- | --- |
| Barcelona        | –   | 1–1 | 2–1 | 3–0 |
| Celtic           | 1–3 | –   | 0–0 | 1–0 |
| Milan            | 1–0 | 3–1 | –   | 4–0 |
| Shakhtar Donetsk | 2–0 | 3–0 | 0–1 | –   |

### Bảng G
| Đội            | ST | T | H | B | BT | BB | HS  | Đ  |
| -------------- | -- | - | - | - | -- | -- | --- | -- |
| Internazionale | 6  | 4 | 2 | 0 | 14 | 3  | +11 | 14 |
| Werder Bremen  | 6  | 4 | 1 | 1 | 12 | 6  | +6  | 13 |
| Valencia       | 6  | 2 | 1 | 3 | 6  | 10 | −4  | 7  |
| Anderlecht     | 6  | 0 | 0 | 6 | 4  | 17 | −13 | 0  |

|                | AND | INT | VAL | BRM |
| -------------- | --- | --- | --- | --- |
| Anderlecht     | –   | 1–3 | 1–2 | 1–2 |
| Internazionale | 3–0 | –   | 0–0 | 2–0 |
| Valencia       | 2–0 | 1–5 | –   | 0–2 |
| Werder Bremen  | 5–1 | 1–1 | 2–1 | –   |

### Bảng H
| Đội                 | ST | T | H | B | BT | BB | HS | Đ  |
| ------------------- | -- | - | - | - | -- | -- | -- | -- |
| Chelsea             | 6  | 4 | 1 | 1 | 10 | 3  | +7 | 13 |
| Porto               | 6  | 2 | 2 | 2 | 4  | 6  | −2 | 8  |
| CSKA Moscow         | 6  | 2 | 1 | 3 | 5  | 5  | 0  | 7  |
| Paris Saint-Germain | 6  | 1 | 2 | 3 | 3  | 8  | −5 | 5  |

|                     | CHE | CSK | PSG | POR |
| ------------------- | --- | --- | --- | --- |
| Chelsea             | –   | 2–0 | 0–0 | 3–1 |
| CSKA Moscow         | 0–1 | –   | 2–0 | 0–1 |
| Paris Saint-Germain | 0–3 | 1–3 | –   | 2–0 |
| Porto               | 2–1 | 0–0 | 0–0 | –   |

## Vòng đấu loại trực tiếp

### Nhánh đấu
|  | Vòng 16 đội       | Vòng 16 đội       | Vòng 16 đội | Vòng 16 đội |       |           | Tứ kết | Tứ kết | Tứ kết | Tứ kết |  |           | Bán kết | Bán kết | Bán kết | Bán kết |       |       | Chung kết | Chung kết |
|  |                   |                   |             |             |       |           |        |        |        |        |  |           |         |         |         |         |       |       |           |           |
|  | Manchester United | 0                 | 0           | 0           |       |           |        |        |        |        |  |           |         |         |         |         |       |       |           |           |
|  | Milan             | 1                 | 1           | 2           |       |           |        |        |        |        |  |           |         |         |         |         |       |       |           |           |
|  | Milan             | 1                 | 1           | 2           |       | Milan     | 2      | 3      | 5      |        |  |           |         |         |         |         |       |       |           |           |
|  |                   |                   |             |             |       | Milan     | 2      | 3      | 5      |        |  |           |         |         |         |         |       |       |           |           |
|  |                   | Internazionale    | 0           | 0           | 0     |           |        |        |        |        |  |           |         |         |         |         |       |       |           |           |
|  | Porto             | Internazionale    | 0           | 0           | 0     | 1         | 1      | 2      |        |        |  |           |         |         |         |         |       |       |           |           |
|  | Porto             |                   |             |             |       | 1         | 1      | 2      |        |        |  |           |         |         |         |         |       |       |           |           |
|  | Internazionale    | 1                 | 3           | 4           |       |           |        |        |        |        |  |           |         |         |         |         |       |       |           |           |
|  | Internazionale    | 1                 | 3           | 4           |       |           |        |        |        |        |  | Milan (a) | 2       | 1       | 3       |         |       |       |           |           |
|  |                   |                   |             |             |       |           |        |        |        |        |  | Milan (a) | 2       | 1       | 3       |         |       |       |           |           |
|  |                   | PSV Eindhoven     | 0           | 3           | 3     |           |        |        |        |        |  |           |         |         |         |         |       |       |           |           |
|  | Werder Bremen     | PSV Eindhoven     | 0           | 3           | 3     | 0         | 2      | 2      |        |        |  |           |         |         |         |         |       |       |           |           |
|  | Werder Bremen     |                   |             |             |       | 0         | 2      | 2      |        |        |  |           |         |         |         |         |       |       |           |           |
|  | Lyon              | 3                 | 7           | 10          |       |           |        |        |        |        |  |           |         |         |         |         |       |       |           |           |
|  | Lyon              | 3                 | 7           | 10          |       | Lyon      | 1      | 1      | 2 (2)  |        |  |           |         |         |         |         |       |       |           |           |
|  |                   |                   |             |             |       | Lyon      | 1      | 1      | 2 (2)  |        |  |           |         |         |         |         |       |       |           |           |
|  |                   | PSV Eindhoven (p) | 1           | 1           | 2 (4) |           |        |        |        |        |  |           |         |         |         |         |       |       |           |           |
|  | PSV Eindhoven     | PSV Eindhoven (p) | 1           | 1           | 2 (4) | 1         | 2      | 3      |        |        |  |           |         |         |         |         |       |       |           |           |
|  | PSV Eindhoven     |                   |             |             |       | 1         | 2      | 3      |        |        |  |           |         |         |         |         |       |       |           |           |
|  | Monaco            | 0                 | 0           | 0           |       |           |        |        |        |        |  |           |         |         |         |         |       |       |           |           |
|  | Monaco            | 0                 | 0           | 0           |       |           |        |        |        |        |  |           |         |         |         |         | Milan | 3 (2) |           |           |
|  |                   |                   |             |             |       |           |        |        |        |        |  |           |         |         |         |         |       | 3 (2) |           |           |
|  |                   | Liverpool (p)     | 3 (3)       |             |       |           |        |        |        |        |  |           |         |         |         |         |       |       |           |           |
|  | Barcelona         | Liverpool (p)     | 3 (3)       | 2           | 2     | 4         |        |        |        |        |  |           |         |         |         |         |       |       |           |           |
|  | Barcelona         |                   |             | 2           | 2     | 4         |        |        |        |        |  |           |         |         |         |         |       |       |           |           |
|  | Chelsea           | 1                 | 4           | 5           |       |           |        |        |        |        |  |           |         |         |         |         |       |       |           |           |
|  | Chelsea           | 1                 | 4           | 5           |       | Chelsea   | 4      | 2      | 6      |        |  |           |         |         |         |         |       |       |           |           |
|  |                   |                   |             |             |       | Chelsea   | 4      | 2      | 6      |        |  |           |         |         |         |         |       |       |           |           |
|  |                   | Bayern Munich     | 2           | 3           | 5     |           |        |        |        |        |  |           |         |         |         |         |       |       |           |           |
|  | Bayern Munich     | Bayern Munich     | 2           | 3           | 5     | 3         | 0      | 3      |        |        |  |           |         |         |         |         |       |       |           |           |
|  | Bayern Munich     |                   |             |             |       | 3         | 0      | 3      |        |        |  |           |         |         |         |         |       |       |           |           |
|  | Arsenal           | 1                 | 1           | 2           |       |           |        |        |        |        |  |           |         |         |         |         |       |       |           |           |
|  | Arsenal           | 1                 | 1           | 2           |       |           |        |        |        |        |  | Chelsea   | 0       | 0       | 0       |         |       |       |           |           |
|  |                   |                   |             |             |       |           |        |        |        |        |  | Chelsea   | 0       | 0       | 0       |         |       |       |           |           |
|  |                   | Liverpool         | 0           | 1           | 1     |           |        |        |        |        |  |           |         |         |         |         |       |       |           |           |
|  | Liverpool         | Liverpool         | 0           | 1           | 1     | 3         | 3      | 6      |        |        |  |           |         |         |         |         |       |       |           |           |
|  | Liverpool         |                   |             |             |       | 3         | 3      | 6      |        |        |  |           |         |         |         |         |       |       |           |           |
|  | Bayer Leverkusen  | 1                 | 1           | 2           |       |           |        |        |        |        |  |           |         |         |         |         |       |       |           |           |
|  | Bayer Leverkusen  | 1                 | 1           | 2           |       | Liverpool | 2      | 0      | 2      |        |  |           |         |         |         |         |       |       |           |           |
|  |                   |                   |             |             |       | Liverpool | 2      | 0      | 2      |        |  |           |         |         |         |         |       |       |           |           |
|  |                   | Juventus          | 1           | 0           | 1     |           |        |        |        |        |  |           |         |         |         |         |       |       |           |           |
|  | Real Madrid       | Juventus          | 1           | 0           | 1     | 1         | 0      | 1      |        |        |  |           |         |         |         |         |       |       |           |           |
|  | Real Madrid       |                   |             |             |       | 1         | 0      | 1      |        |        |  |           |         |         |         |         |       |       |           |           |
|  | Juventus (aet)    | 0                 | 2           | 2           |       |           |        |        |        |        |  |           |         |         |         |         |       |       |           |           |

### Vòng 16 đội
| Đội 1             | TTS  | Đội 2            | Lượt đi | Lượt về   |
| ----------------- | ---- | ---------------- | ------- | --------- |
| Real Madrid       | 1–2  | Juventus         | 1–0     | 0–2 (aet) |
| Liverpool         | 6–2  | Bayer Leverkusen | 3–1     | 3–1       |
| PSV Eindhoven     | 3–0  | Monaco           | 1–0     | 2–0       |
| Bayern Munich     | 3–2  | Arsenal          | 3–1     | 0–1       |
| Barcelona         | 4–5  | Chelsea          | 2–1     | 2–4       |
| Manchester United | 0–2  | Milan            | 0–1     | 0–1       |
| Werder Bremen     | 2–10 | Lyon             | 0–3     | 2–7       |
| Porto             | 2–4  | Internazionale   | 1–1     | 1–3       |

### Tứ kết
| Đội 1     | TTS         | Đội 2          | Lượt đi | Lượt về   |
| --------- | ----------- | -------------- | ------- | --------- |
| Liverpool | 2–1         | Juventus       | 2–1     | 0–0       |
| Lyon      | 2–2 (2–4 p) | PSV Eindhoven  | 1–1     | 1–1 (aet) |
| Chelsea   | 6–5         | Bayern Munich  | 4–2     | 2–3       |
| Milan     | 5–0         | Internazionale | 2–0     | 3–0[C]    |

1. ^ Trận đấu đã bị hủy sau 72 phút khi  Milan dẫn 1-0 do pháo sáng ném lên sân bởi cổ động viên Internazionale, một trong số đó rơi trúng vai thủ môn Milan Dida.[10] UEFA đã xử cho Milan chiến thắng 3-0 (tổng tỉ số 5-0) và ra lệnh cho Internazionale chơi bốn trận đấu tại châu Âu tiếp theo của họ mà không có cổ động viên.[11]

### Bán kết
| Đội 1   | TTS     | Đội 2         | Lượt đi | Lượt về |
| ------- | ------- | ------------- | ------- | ------- |
| Chelsea | 0–1     | Liverpool     | 0–0     | 0–1     |
| Milan   | 3–3 (a) | PSV Eindhoven | 2–0     | 1–3     |

### Chung kết
Là đội vô địch, Liverpool tiếp tục đại diện cho UEFA tại Giải vô địch bóng đá thế giới các câu lạc bộ 2005.
| Milan                                           | 3–3 (s.h.p.) | Liverpool                             |
| ----------------------------------------------- | ------------ | ------------------------------------- |
| Maldini 1' · Crespo 39', 44'                    | Report       | Gerrard 54' · Šmicer 56' · Alonso 60' |
| Loạt sút luân lưu                               |              |                                       |
| Serginho · Pirlo · Tomasson · Kaká · Shevchenko | 2–3          | Hamann · Cissé · Riise · Šmicer       |

## Thống kê
Thống kê trừ vòng loại.
| Hạng | Cầu thủ             | Đội               | Số bàn thắng | Số phút đã chơi |
| ---- | ------------------- | ----------------- | ------------ | --------------- |
| 1    | Ruud van Nistelrooy | Manchester United | 8            | 528             |
| 2    | Adriano             | Internazionale    | 7            | 548             |
| 2    | Roy Makaay          | Bayern Munich     | 7            | 702             |
| 4    | Sylvain Wiltord     | Lyon              | 6            | 606             |
| 4    | Hernán Crespo       | Milan             | 6            | 612             |
| 4    | Andriy Shevchenko   | Milan             | 6            | 869             |
| 7    | Ivan Klasnić        | Werder Bremen     | 5            | 431             |
| 7    | Obafemi Martins     | Internazionale    | 5            | 510             |
| 7    | Tuncay Şanlı        | Fenerbahçe        | 5            | 525             |
| 7    | Didier Drogba       | Chelsea           | 5            | 688             |
| 7    | Thierry Henry       | Arsenal           | 5            | 720             |
| 7    | Michael Essien      | Lyon              | 5            | 930             |
| 7    | Luis García         | Liverpool         | 5            | 972             |

| Hạng | Cầu thủ                    | Đội           | Số pha kiến tạo | Số phút đã chơi |
| ---- | -------------------------- | ------------- | --------------- | --------------- |
| 1    | Sylvain Wiltord            | Lyon          | 5               | 611             |
| 1    | Luís Figo                  | Real Madrid   | 5               | 649             |
| 1    | Damien Duff                | Chelsea       | 5               | 665             |
| 1    | Sidney Govou               | Lyon          | 5               | 715             |
| 1    | Kaká                       | Milan         | 5               | 1093            |
| 6    | Jan Vennegoor of Hesselink | PSV Eindhoven | 4               | 702             |
| 6    | Johan Micoud               | Werder Bremen | 4               | 720             |
| 6    | Andrea Pirlo               | Milan         | 4               | 1053            |